# 아조트
아조트(Азот)는 체르카시에 위치한 화학 플랜트의 이름을 따서 체르카스키 아조트로도 알려져 있으며, 우크라이나의 가장 큰 질소 비료 제조업체 중 하나이다. 우크라이나 과두 지배자 드미트로 피르타시의 화학 산업 지주 회사인 Ostchem Holding은 이 회사와 우크라이나 및 기타 구소련 국가의 여러 비료 제조업체를 관리한다.
아조트는 국내 시장과 수출 시장 모두에 서비스를 제공한다. 주요 제품은 암모니아와 암모늄 염이지만, 특정 특수 이온교환수지도 포함한다.
이 공장의 이름인 아조트는 우크라이나어로 "질소"를 의미한다.

## 개요
공장은 1962년에 건설을 시작했다. 1965년 3월 14일, 첫 배치 생산 액체 암모니아를 출시했다. 2011년까지 이 회사는 체르카시 시 남쪽 외곽에 있는 500 헥타르 (1,200 ac)의 43개 사업부를 통제했다. 이 시설들은 연간 최대 3백만 톤의 비료를 생산할 수 있으며, 이는 전 세계로 수출될 수 있다.
제품은 다음과 같다:
- 약한 질산
- 과립 질산 암모늄
- 암모니아, 액체 암모니아 또는 수성 암모니아
- 프릴 요소 (화학)
- 요소-암모늄 질산염 용액
- 황산 암모늄, 수성 또는 결정성
- 카프로락탐, 결정성 또는 액체
- 액화 이산화 탄소, 및
- 이온교환수지, 아니오나이트 AV-17-8 및 양이온 수지 포함.

## 2022년 침공의 영향
2022년 러시아의 우크라이나 침공은 원자재와 완제품의 수출입을 제한했다(흑해 항구는 러시아 해군에 의해 봉쇄되었다). 또한 작물 재배 감소로 인해 비료에 대한 국내 수요도 감소했다.

## 자선 활동
회사의 최종 소유주인 드미트로 피르타시는 그의 자선 활동을 위해 "당신의 도시를 구하세요 우크라이나어: Збережи своє місто" 브랜드를 개발했다. 이 회사는 체르카시 시내의 "민족들의 우정" 콘서트 홀과 공공 광장 개조에 자금을 지원했다. 주변 지역에서는 도로 공사와 트롤리버스 환승 센터 개선 비용을 지불했으며, 학교를 개조했고, 신경계 질환 전문 아동병원을 관리한다.